# Яблонский, Карл Густав

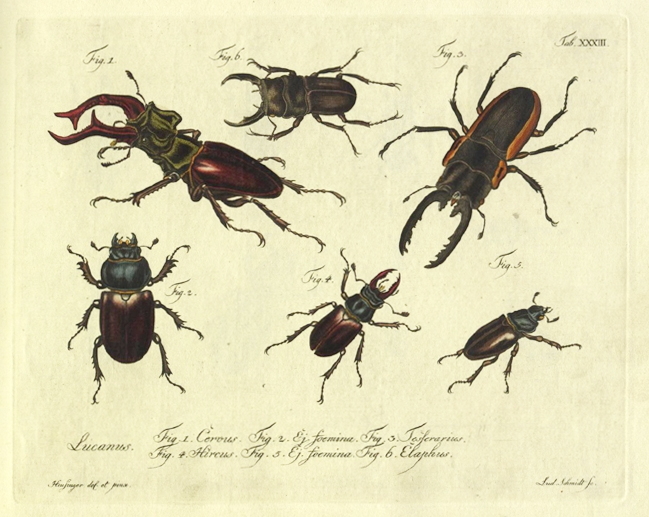
Страницы из «Natursystem aller bekannten in- und ausländischen Insecten»

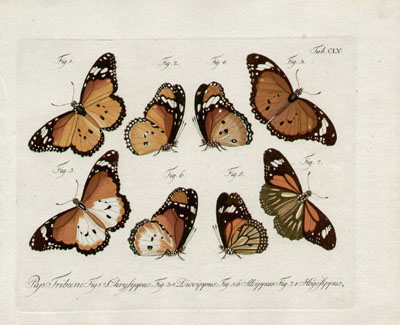
Страницы из «Natursystem aller bekannten in- und ausländischen Insecten»

Карл Густав Яблонский (нем. Carl Gustav Jablonsky) — немецкий энтомолог и иллюстратор.
Он предпринял первую попытку каталогизировать род Coleoptera полностью по системе Линнея. Он создал первые два тома «Natursystem aller bekannten in- und ausländischen Insecten». После его смерти Иоганн Фридрих Вильгельм Гербст продолжил его работу. В то же время он работал над продолжением «Allgemeine Geschichte der Natur» Фридриха Мартини.
Наряду с этим Яблонский был также частным секретарём прусской королевы Елизаветы Кристины.

## Труды
- Johann Friedrich Wilhelm Herbst und Carl Gustav Jablonsky: Natursystem aller bekannten in- und ausländischen Insecten, als eine Fortsetzung der von Büffonschen Naturgeschichte. Nach dem System des Ritters Carl von Linné bearbeitet: Käfer.